# Marcos Antônio
Pour le footballeur né en 1983, voir Marcos Antônio (football, 1983).
Pour les articles homonymes, voir Antonio.
Marcos Antônio est un footballeur brésilien né le 13 juin 2000 à Poções. Il évolue au poste de milieu de terrain avec le São Paulo FC, en prêt de la Lazio Rome.

## Biographie

### En club

#### GD Estoril
Marcos Antônio joue son premier match professionnel lors d' un match de Taça de Portugal en étant titulaire 67 minutes contre le CF Vasco de Gama Vidigueira. Il est également titulaire et joue toute la rencontre d' Allianz Cup face au Sporting Portugal mais ne joue que 3 matchs en deuxième division portugaise.

#### Chakhtar Donetsk
Le 19 février 2019 , il est transféré chez les ukrainiens du Chakhtar Donetsk contre la somme de 3,5 millions d' euros. Il joue son premier match avec le Chakhtar en entrant en jeu à 21 minutes de la fin d' un match de championnat contre le Karpaty Lviv le 10 mars 2019 (victoire 5-0). Antônio marque son premier but en professionnel contre le SK Dnipro le 17 avril 2019 lors de la demi-finale de coupe d' Ukraine. Marcos Antônio joue son premier match de Ligue des champions le 18 septembre 2019 face à Manchester City.

### En sélection
Avec les moins de 17 ans, il participe au championnat sud-américain des moins de 17 ans en 2017. Lors de cette compétition, il joue neuf matchs, inscrivant un but contre le Pérou. Le Brésil remporte le tournoi.
Il dispute ensuite quelques mois plus tard la Coupe du monde des moins de 17 ans organisée dans son pays natal. Lors du mondial junior, il joue sept matchs. Il délivre une passe décisive face à l'Espagne en phase de groupe, puis inscrit un but contre le Honduras en huitièmes. Le Brésil se classe quatrième du mondial.
Avec les moins de 20 ans, il participe au championnat sud-américain des moins de 20 ans en 2019. Lors de cette compétition, il joue neuf matchs. Il s'illustre en délivrant deux passes décisives, face au Venezuela puis contre l'Uruguay.

## Statistiques
| Saison                | Club                  | Championnat           | Championnat | Championnat | Championnat | Coupe nationale | Coupe nationale | Coupe nationale | Coupe de la Ligue | Coupe de la Ligue | Coupe de la Ligue | Supercoupe | Supercoupe | Supercoupe | Compétition(s) continentale(s) | Compétition(s) continentale(s) | Compétition(s) continentale(s) | Compétition(s) continentale(s) | Total | Total | Total |
| Saison                | Club                  | Division              | M.          | B.          | P.d.        | M.              | B.              | P.d.            | M.                | B.                | P.d.              | M.         | B.         | P.d.       | Comp.                          | M.                             | B.                             | P.d.                           | M.    | B.    | P.d.  |
| 2018-2019             | GD Estoril            | Liga 2                | 3           | 0           | 2           | 2               | 0               | 0               | 1                 | 0                 | 0                 | -          | -          | -          | -                              | -                              | -                              | -                              | 6     | 0     | 2     |
| Sous-total            | Sous-total            | Sous-total            | 3           | 0           | 2           | 2               | 0               | 0               | 1                 | 0                 | 0                 | -          | -          | -          | -                              | -                              | -                              | -                              | 6     | 0     | 2     |
| 2018-2019             | Chakhtar Donetsk      | Premier Liga          | 7           | 0           | 0           | 2               | 1               | 0               | -                 | -                 | -                 | -          | -          | -          | -                              | -                              | -                              | -                              | 9     | 1     | 0     |
| 2019-2020             | Chakhtar Donetsk      | Premier Liga          | 21          | 2           | 2           | 1               | 0               | 0               | -                 | -                 | -                 | -          | -          | -          | C1+C3                          | 3+6                            | 0+1                            | 0                              | 31    | 3     | 2     |
| 2020-2021             | Chakhtar Donetsk      | Premier Liga          | 23          | 2           | 2           | 1               | 0               | 0               | -                 | -                 | -                 | 1          | 0          | 0          | C1+C3                          | 4+4                            | 0                              | 0                              | 33    | 2     | 2     |
| 2021-2022             | Chakhtar Donetsk      | Premier Liga          | 17          | 1           | 0           | 1               | 1               | 0               | -                 | -                 | -                 | 1          | 0          | 0          | C1                             | 9                              | 1                              | 0                              | 28    | 3     | 0     |
| Sous-total            | Sous-total            | Sous-total            | 68          | 5           | 4           | 5               | 2               | 0               | -                 | -                 | -                 | 2          | 0          | 0          | -                              | 26                             | 2                              | 0                              | 101   | 9     | 4     |
| 2022-2023             | Lazio Rome            | Serie A               | 16          | 1           | 1           | 2               | 0               | 0               | -                 | -                 | -                 | -          | -          | -          | C3+C4                          | 3+1                            | 0+0                            | 0+0                            | 22    | 1     | 1     |
| Sous-total            | Sous-total            | Sous-total            | 16          | 1           | 1           | 2               | 0               | 0               | 0                 | 0                 | 0                 | 0          | 0          | 0          | -                              | 4                              | 0                              | 0                              | 22    | 1     | 1     |
| Total sur la carrière | Total sur la carrière | Total sur la carrière | 87          | 6           | 7           | 9               | 2               | 0               | 1                 | 0                 | 0                 | 2          | 0          | 0          | -                              | 30                             | 2                              | 0                              | 129   | 10    | 7     |

## Palmarès

### En sélection
Brésil
- Vainqueur du championnat sud-américain des moins de 17 ans en 2017 avec l'équipe des moins de 17 ans.

### En club
Chakhtar Donetsk
- Champion d'Ukraine en 2019 et 2020.
- Vainqueur de la Coupe d'Ukraine en 2019.